# 2023年IBA世界女子拳击锦标赛
2023年IBA世界女子拳击锦标赛是第13届由国际拳击协会管理的世界女子拳击锦标赛，于2023年3月15日至26日在印度新德里举行。這是印度第二次舉辦世界女子拳擊錦標賽。
国际拳击协会会为此次比赛的奖牌得主奖励一定数量的奖金。其中金牌得主获得10万美元奖金，银牌得主获得5万美元奖金，铜牌得主则获得2.5万美元奖金。比赛发放的奖金总额为240万美元。
比赛共设12个项目。本屆賽事正值俄烏戰爭期間，為抗議俄羅斯和白俄羅斯以國家名義參加本屆賽事，多個隊伍決定杯葛。
本賽事原本為2024年夏季奧林匹克運動會拳擊項目的資格賽之一。然而2022年6月，國際奧林匹克委員會基於国际拳击协会在財政、管治、道德、旁證和裁決等方面持續不尋常事項，禁止国际拳击协会管理奧運拳擊賽事。本屆賽事也因此不再決定2024年夏季奧林匹克運動會女子拳擊項目參賽名額，奧運參賽名額將由各洲際綜合運動會賽事決定。

## 赛程
以下為比赛赛程：
| 日期        | 时间   | 阶段         |
| ----------- | ------ | ------------ |
| 3月16至21日 | 14:00  | 预赛         |
| 3月16至21日 | 18:00  | 预赛         |
| 3月22日     | 14:00  | 四分之一决赛 |
| 3月22日     | 18:00  | 四分之一决赛 |
| 3月23日     | 18:00  | 半决赛       |
| 3月24日     | 休息日 | 休息日       |
| 3月25-26日  | 18:00  | 决赛         |

## 奖牌榜
*   主办国家/地区（印度）
| 排名                      | 国家 / 地区               | 金牌 | 銀牌 | 銅牌 | 总计 |
| ------------------------- | ------------------------- | ---- | ---- | ---- | ---- |
| 1                         | 印度*                     | 4    | 0    | 0    | 4    |
| 2                         | 中國                      | 3    | 1    | 3    | 7    |
| 3                         | 俄羅斯                    | 1    | 1    | 1    | 3    |
| 4                         | 義大利                    | 1    | 1    | 0    | 2    |
| 5                         | 巴西                      | 1    | 0    | 1    | 2    |
| 5                         | 摩洛哥                    | 1    | 0    | 1    | 2    |
| 7                         | 中華臺北                  | 1    | 0    | 0    | 1    |
| 8                         |                           | 0    | 2    | 4    | 6    |
| 9                         | 哥伦比亚                  | 0    | 2    | 2    | 4    |
| 10                        |                           | 0    | 2    | 1    | 3    |
| 11                        | 蒙古国                    | 0    | 1    | 1    | 2    |
| 11                        | 泰國                      | 0    | 1    | 1    | 2    |
| 13                        | 越南                      | 0    | 1    | 0    | 1    |
| 14                        | 法國                      | 0    | 0    | 3    | 3    |
| 15                        |                           | 0    | 0    | 1    | 1    |
| 15                        | 白俄羅斯                  | 0    | 0    | 1    | 1    |
| 15                        | 保加利亚                  | 0    | 0    | 1    | 1    |
| 15                        | 日本                      | 0    | 0    | 1    | 1    |
| 15                        |                           | 0    | 0    | 1    | 1    |
| 15                        |                           | 0    | 0    | 1    | 1    |
| 总计（共20个国家 / 地区） | 总计（共20个国家 / 地区） | 12   | 12   | 24   | 48   |

## 奖牌得主
| 项目         | 金牌                                  | 银牌                                    | 铜牌                                      |
| 48公斤级     | Nitu Ghanghas · 印度（IND）           | Lutsaikhany Altantsetseg · 蒙古（MGL）  | Alua Balkibekova · 哈萨克斯坦（KAZ）      |
| 48公斤级     | Nitu Ghanghas · 印度（IND）           | Lutsaikhany Altantsetseg · 蒙古（MGL）  | Yasmine Mouttaki · 摩洛哥（MAR）          |
| 50公斤级     | 尼卡特·扎林 · 印度（IND）             | Nguyễn Thị Tâm · 越南（VIE）            | 因格麗特·瓦倫西亞 · 哥伦比亚（COL）       |
| 50公斤级     | 尼卡特·扎林 · 印度（IND）             | Nguyễn Thị Tâm · 越南（VIE）            | Wassila Lkhadiri · 法國（FRA）            |
| 52公斤级     | 吴愉 · 中国（CHN）                    | Sirine Charaabi · 義大利（ITA）         | Yuliya Apanasovich · 白俄罗斯（BLR）      |
| 52公斤级     | 吴愉 · 中国（CHN）                    | Sirine Charaabi · 義大利（ITA）         | 木下铃花 · 日本（JPN）                    |
| 54公斤级     | 黃筱雯 · 中華臺北（TPE）              | Yeni Arias · 哥伦比亚（COL）            | Jutamas Jitpong · 泰国（THA）             |
| 54公斤级     | 黃筱雯 · 中華臺北（TPE）              | Yeni Arias · 哥伦比亚（COL）            | Möngöntsetsegiin Enkhjargal · 蒙古（MGL） |
| 57公斤级     | 伊爾瑪·泰斯塔 · 義大利（ITA）         | Karina Ibragimova · 哈萨克斯坦（KAZ）   | Amina Zidani · 法國（FRA）                |
| 57公斤级     | 伊爾瑪·泰斯塔 · 義大利（ITA）         | Karina Ibragimova · 哈萨克斯坦（KAZ）   | Svetlana Staneva · 保加利亚（BUL）        |
| 60公斤级     | 比阿特丽斯·费雷拉 · 巴西（BRA）       | Angie Valdés · 哥伦比亚（COL）          | 吴莲枝 · 韩国（KOR）                      |
| 60公斤级     | 比阿特丽斯·费雷拉 · 巴西（BRA）       | Angie Valdés · 哥伦比亚（COL）          | 杨文璐 · 中国（CHN）                      |
| 63公斤级     | 杨成宇 · 中国（CHN）                  | Nataliya Sychugova · 俄罗斯（RUS）      | Camila Camilo · 哥伦比亚（COL）           |
| 63公斤级     | 杨成宇 · 中国（CHN）                  | Nataliya Sychugova · 俄罗斯（RUS）      | Fatia Benmessahel · 法國（FRA）           |
| 66公斤级     | 楊柳 · 中国（CHN）                    | 占曾·素万那彭 · 泰国（THA）             | 娜夫巴霍尔·哈米多娃 · 乌兹别克斯坦（UZB） |
| 66公斤级     | 楊柳 · 中国（CHN）                    | 占曾·素万那彭 · 泰国（THA）             | Nadezhda Ryabets · 哈萨克斯坦（KAZ）      |
| 70公斤级     | Anastasiia Demurchian · 俄罗斯（RUS） | 凯·斯科特 · 澳大利亚（AUS）             | 周盼 · 中国（CHN）                        |
| 70公斤级     | Anastasiia Demurchian · 俄罗斯（RUS） | 凯·斯科特 · 澳大利亚（AUS）             | Bárbara Santos · 巴西（BRA）              |
| 75公斤级     | 洛夫利娜·博尔戈哈因 · 印度（IND）     | 凯特琳·帕克 · 澳大利亚（AUS）           | 李倩 · 中国（CHN）                        |
| 75公斤级     | 洛夫利娜·博尔戈哈因 · 印度（IND）     | 凯特琳·帕克 · 澳大利亚（AUS）           | Valentina Khalzova · 哈萨克斯坦（KAZ）    |
| 81公斤级     | Saweety Boora · 印度（IND）           | 汪丽娜 · 中国（CHN）                    | Emma-Sue Greentree · 澳大利亚（AUS）      |
| 81公斤级     | Saweety Boora · 印度（IND）           | 汪丽娜 · 中国（CHN）                    | Fariza Sholtay · 哈萨克斯坦（KAZ）        |
| 81公斤以上级 | Khadija El-Mardi · 摩洛哥（MAR）      | Lazzat Kungeibayeva · 哈萨克斯坦（KAZ） | Diana Pyatak · 俄罗斯（RUS）              |
| 81公斤以上级 | Khadija El-Mardi · 摩洛哥（MAR）      | Lazzat Kungeibayeva · 哈萨克斯坦（KAZ） | Aynur Rzayeva · 阿塞拜疆（AZE）           |

## 参赛国家和地区
共有来自65个国家和地区共324名选手参加此次比赛：
- 阿富汗（1）
- 阿尔及利亚（6）
- 亞美尼亞（6）
- （9）
- （6）
- 白俄羅斯（6）
- （3）
- 巴西（7）[14][15]
- 保加利亚（6）
- 喀麦隆（1）
- （1）
- 中国（12）
- 中華臺北（9）
- 哥伦比亚（9）
- （1）
- （3）
- （1）
- 密克羅尼西亞聯邦（1）
- 法國（9）
- 法屬玻里尼西亞（1）
- 希腊（2）
- （3）
- （2）
- 海地（1）
- 匈牙利（8）
- 印度（12，主办国）[16]
- 義大利（8）
- 日本（8）
- 约旦（1）
- （12）[17]
- （11）
- 科威特（1）
- （1）
- 墨西哥（8）
- 摩尔多瓦（2）
- 蒙古国（8）
- 摩洛哥（4）
- 莫桑比克（4）
- 尼泊尔（7）
- 荷蘭（1）
- 新西兰（6）
- 巴拿马（1）
- 菲律賓（3）
- 波多黎各（4）
- 羅馬尼亞（4）
- 俄羅斯（12）
- 圣卢西亚（1）
- 塞爾維亞（7）
- （1）
- 新加坡（5）
- 斯洛伐克（3）
- 南非（3）
- （8）
- 西班牙（5）
- 斯里蘭卡（2）
- （4）
- 坦桑尼亚（2）
- 泰國（9）
- 千里達及托巴哥（3）
- 突尼西亞（3）
- 土耳其（12）
- （1）
- （10）
- 委內瑞拉（4）
- 越南（9）

以下國家／地區代表隊抵制此次比賽：
- 阿根廷
- 加拿大
- 捷克
- 丹麦
- 英格兰
- 爱沙尼亚
- 芬兰
- 冰島
- 爱尔兰
- 拉脫維亞
- 立陶宛
- 荷蘭（一名運動員以國際拳擊協會旗幟參賽）
- 挪威
- 波蘭
- 苏格兰
- 瑞典
- 瑞士
- 乌克兰
- 美国